# Protozetes capitulum
Protozetes capitulum är en kvalsterart som beskrevs av Balogh 1962. Protozetes capitulum ingår i släktet Protozetes och familjen Microzetidae. Inga underarter finns listade i Catalogue of Life.